# Jay Ellis
Wendell Ramone "Jay" Ellis Jr. (Sumter, 27 december 1981) is een Amerikaans acteur.
Ellis werd geboren in Sumter, South Carolina en studeerde aan de Concordia University in Portland, Oregon. Ellis begon zijn carrière met modellenwerk, voordat hij naar Los Angeles verhuisde en met acteren begon. In 2013 kreeg hij zijn eerste grote rol in de comedy-dramaserie The Game. Hij speelde ook een van de hoofdrollen in de horrorfilm Escape Room (2019) en met een bijrol in de actie-dramafilm  Top Gun: Maverick (2022).

## Prijzen en nominaties
| Prijs                            | Jaar | Titel    | Categorie                                  | Uitslag     |
| -------------------------------- | ---- | -------- | ------------------------------------------ | ----------- |
| Black Reel Awards for Television | 2017 | Insecure | Uitstekende mannelijke bijrol, comedyserie | Genomineerd |
| Black Reel Awards for Television | 2018 | Insecure | Uitstekende mannelijke bijrol, comedyserie | Genomineerd |
| Black Reel Awards for Television | 2019 | Insecure | Uitstekende mannelijke bijrol, comedyserie | Genomineerd |
| Black Reel Awards for Television | 2020 | Insecure | Uitstekende mannelijke bijrol, comedyserie | Genomineerd |
| Image Awards                     | 2018 | Insecure | Uitstekende mannelijke bijrol, comedyserie | Gewonnen    |
| Image Awards                     | 2019 | Insecure | Uitstekende mannelijke bijrol, comedyserie | Genomineerd |
| Image Awards                     | 2021 | Insecure | Uitstekende mannelijke bijrol, comedyserie | Genomineerd |
| Image Awards                     | 2022 | Insecure | Uitstekende acteur in een comedyserie      | Genomineerd |